# Zorile (okręg Giurgiu)
Zorile – wieś w Rumunii, w okręgu Giurgiu, w gminie Grădinari. W 2011 roku liczyła 1126 mieszkańców.